# 4K-Modell des Lernens
Das 4K-Modell (kurz 4K, englisch Four Cs oder 4Cs) formuliert vier Kompetenzen, die für Lernende im 21. Jahrhundert von herausragender Bedeutung seien:
Kommunikation, Kollaboration, Kreativität und Kritisches Denken.
Ist das Modell in den USA auch in der Bildungspolitik breit verankert (Deeper Learning), so hat es im deutschsprachigen Raum vor allem durch den Vortrag des Bildungsforschers und OECD-Mitarbeiters Andreas Schleicher auf der Re:publica 2013 an Bekanntheit gewonnen. Die Erziehungswissenschaftlerin Anne Sliwka fördert das Modell ebenso.

## Ursprung und Begründung des Modells

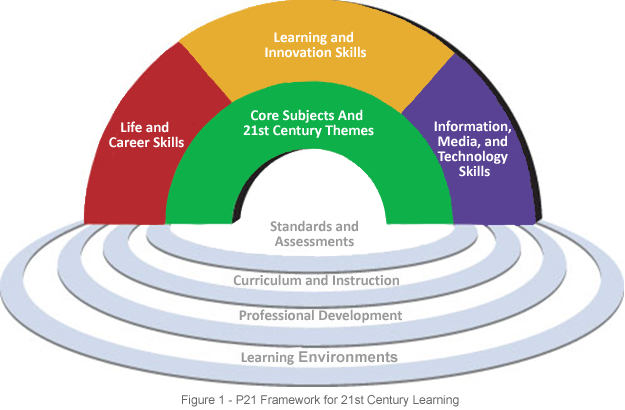
Visualisierung des Frameworks von P21

Die 4C gehen auf die Partnership for 21st Century Learning (P21) zurück, eine US-amerikanische Non-Profit-Organisation, in der sich Wirtschaftsvertreter, Bildungsfachleute und am Gesetzgebungsprozess Beteiligte seit 2002 für die Bildung in einem digitalen Kontext einsetzen. P21 hat ein «Framework for 21st Century Learning» erarbeitet, in dem die 4C genannten «learning and innovation skills» zugeordnet werden. Sie sollen Kompetenzen bezeichnen, die Grundlagen für selbstgesteuertes Lernen und Adaption darstellen. P21 geht davon aus, dass diese Fertigkeiten in Arbeitsumgebungen des 21. Jahrhunderts besonderes Gewicht erhalten würden. Jedem der vier K ist ein eigenes Forschungsdossier gewidmet.
Auch der Koordinator der PISA-Studien Andreas Schleicher argumentiert von beruflichen Anforderungen aus, die klassische Unterrichtsfächer in den Hintergrund rücken ließen. Die 4K geben Lernenden seiner Ansicht nach die Fähigkeit, neue Einsichten zu gewinnen und Zusammenhänge herzustellen:

„Rather than just learning to read, 21st century literacy is about reading to learn and developing the capacity and motivation to identify, understand, interpret, create and communicate knowledge.“

## Bedeutung des Modells
Die Orientierung an den 4K wurde in den USA von vielen Schulen in ihre Leitbilder übernommen, weil sie überfachliche Kompetenzen klar benennen und so eine Zielformulierung unabhängig von fachbezogenem Lernen ermöglichen. Schleicher betont, der Umgang mit Wissen habe sich gewandelt: Inhalte würden nicht mehr gespeichert und dann von Lehrkräften an Lernende vermittelt. Vielmehr flössen sie, meint Schleicher, in Strömen unablässiger Kommunikation und Kollaboration. Die 4K stellen in diesem Sinne eine Reaktion auf die Wissensarbeit in digitalen Kontexten dar.
Die Hamburger Bildungsreferentin Lisa Rosa teilt diese Sicht, wenn sie drei Gründe nennt, welche das 4K-Modell im 21. Jahrhundert zum Orientierungspunkt für die Didaktik machten:
1. Immer mehr Arbeiten werden von Maschinen übernommen.
2. Jede neue Arbeit verlangt mehr komplexes Denken, situierte selbstverantwortliche Entscheidungen und Beziehungsfähigkeit.
3. Die zu lösenden gesellschaftlichen Probleme sind so komplex, dass sie nur noch mit kollektiver Intelligenz bearbeitbar sind.[6]

Rosa bettet die 4K in eine umfassende Modellierung des Lernens ein und weist so darauf hin, dass es sich dabei nicht um eine Lernmethode handelt, sondern um Voraussetzungen wirksamen Lernens. Die 4K können nicht getrennt werden, sondern beziehen sich stets aufeinander: Es ist keine wirksame Kommunikation ohne Kreativität, Kollaboration und kritisches Denken möglich etc.
Im deutschsprachigen Raum bietet die Pädagogische Hochschule Zürich seit 2016 Lehramtsstudiengänge nach dem 4K-Modell an. Hilbert Meyer hat diese kritisch analysiert.
Die Forderung von Daniel Goleman und Peter Senge, an Schulen das Denken in Systemen zu vermitteln, kann als Erweiterung des 4K-Modells betrachtet werden, auch wenn die Autoren diesen Zusammenhang nicht herstellen. Sie argumentieren in ihrem Buch «Triple Focus - A New Approach to Education» dafür, Bildung im 21. Jahrhundert an Problemen in einem globalen Zusammenhang auszurichten:

„The core dilemma of the Anthropocene Age is learning how to understand the systemic consequences of our own actions at a global scale. This works reminds us that the real challenge is not about becoming smarter or more clever in the most non-systemic ways of thinking that have enabled the accelerated change of the Industrial Age - but in tapping and developing our deeper intelligences of self, other and system at a time when we really need them.“

## Kritische Diskussion
Laut Wisniewski und Daumiller sprengen die 4K den Kompetenzbegriff. Ebenso fehle bislang eine klare Vorstellung davon, wie diese sich unterrichten lassen. Es handle sich bei den 4K eher um „Merkmalsbündel“, welche auch Persönlichkeitseigenschaften umfassen.
Die Vorsitzende des Philologenverbandes Lin-Klitzing schätzt die Ziele des Modells als „ideologisch“ und „unreflektiert übernommen“ ein. Das Verhältnis der überfachlichen Ziele zu den diversen Schulfächern dürfte ein Hindernis der Umsetzung sein.
Einzelne Bildungsfachleute wie beispielsweise der Bildungsjournalist Christian Füller stellen grundsätzlich infrage, ob Wirtschaftsorganisationen derart prägend in die Formulierung neuer Lehr-Lern-Konzepte eingreifen sollten. Diese Kritik trifft auch die OECD, welche das 4K-Konzept stark unterstützt. Gerade im Politikfeld „Digitalisierung“ hat sich inzwischen eine Vielzahl von Organisationen gebildet, die direkt oder indirekt aus der Industrie beeinflusst sind (z. B. in Deutschland Initiative D21, Stiftung Digitale Spielekultur). Sie nehmen wie Lobbyisten starken Einfluss auf Bildungsinstitutionen. Der Primat des Pädagogischen werde durch Kompetenzvorgaben aus der Digitalwirtschaft ersetzt. Das 4K-Konzept wird in diesem Kontext als Vehikel dafür betrachtet.
Lisa Rosa sieht die Gefahr, die 4K würden im Rahmen einer Effizienz-Logik eingeführt, die vertieftem Lernen (Deeper Learning) schade:

„[W]enn die 4K von Andreas Schleicher den Kern der Sache treffen […], dann kann es nicht heißen, die neoliberale Vorstellung von Effizienz zu verfolgen und die Tätigkeiten der verfügbaren Lernzeit anzupassen (viel Stoff in wenig Zeit von vielen Schülern büffeln zu lassen). Dann kann es nur umgekehrt heißen, Zeit zu reservieren für wissensbildendes 4K-Lernen, und davon immer mehr.“